# Elecciones estatales del Estado de México de 1975
Las Elecciones estatales del Estado de México de 1975 se llevó a cabo el domingo 6 de julio de 1975, y en ellas se renovaron los siguientes cargos de elección popular del Estado de México:
- Gobernador del Estado de México Titular del Poder Ejecutivo y del Estado, electo para un período de seis años no reelegibles en ningún caso. El candidato electo fue Jorge Jiménez Cantú
- 121 Ayuntamientos. Formados por un Presidente Municipal y regidores, electo para un período inmediato de tres años no reelegibles para un período inmediato.
- 24 Diputados del Congreso del Estado. 21 electos por el principio de mayoría relativa y 3 por representación proporcional para integrar la XLVI legislatura.

## Resultados electorales

### Gobernador
- Jorge Jiménez Cantú  Hecho

### Ayuntamientos

#### Toluca
- Yolanda Sentíes Echeverría  Hecho